# Sascha Klaar

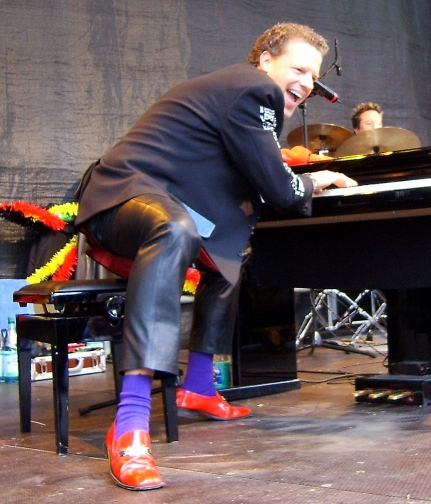
Sascha Klaar im Mai 2006

Sascha Klaar (* 2. April 1971 in Mönchengladbach) ist ein deutscher Show-Pianist der Genres Rock ’n’ Roll, Boogie-Woogie und Deutschpop.

## Biographie
Klaar wollte bereits als Kind Musiker werden. Mit zwölf Jahren spielte er an der Orgel und mit 15 Jahren Klavier; ein Jahr später begann er in einer Schweizer Bar als Pianist.
Am 8. November 2009 feierte er sein 20-jähriges Bühnenjubiläum.

## Auftritte (Auswahl)
Sein Markenzeichen sind rote Lackschuhe, außerdem ein fliegendes Piano, das bei seiner "Red Flying Piano Show" in die Höhe steigt und um die eigene Achse dreht.
Sascha Klaar hat eigenen Angaben zufolge international mehr als 100 Auftritte pro Jahr, seine größten Auftritte hatte er zusammen mit Ray Charles sowie bei einer Box-Weltmeisterschaft. Außerdem trat er mit Acker Bilk, Papa Bue und den Jackson Singers auf.
Die Single Rosi Rosa war eine Zusammenarbeit mit Michael Holm und wurde am 16. Juni 2006 für Die große Michael Holm Show aufgezeichnet. 2010 gab Klaar bereits zum dritten Mal Konzerte in der Volksrepublik China, u. a. auf den beiden Wirtschaftsbällen 2010 der Deutschen Handelskammern in Peking und Shanghai. Unter dem Motto Rock‘n‘roll meets Klassik, Comedy und Artistik trat der Künstler am 23. Januar 2012 mit verschiedenen Gastmusikern, darunter Ricardo Marinello, in Düsseldorf auf.

## Auszeichnungen (Auswahl)
- Ehrenpreis der Franz-Grothe-Stiftung (1991 als Nachwuchskünstler)
- Künstler des Jahres 1996, 1999 und 2009 (Fachmedienkreis)
- Entertainer des Jahres 2004 (Goldene Künstler-Gala, Böblingen, bedeutendster Preis der Showbranche[4])
- Internationaler Showpreis 2007 (7. Internationaler Showpreis, Backnang)
- Goldenes Fanlight 2011

## Diskographie
- Christina (Maxi-CD) 1992
- King Fish Session '93
- I feel so good (1996)
- Greatest Songs
- live im Wuppertaler Brauhaus
- Let's have a party tonight!
- Snow 4 you (Benefiz-Weihnachts CD-Karte)
- Sascha Klaar – the best of
- Get up (DVD, 2004)
- Rosi Rosa (Maxi-CD, 2006) Koproduktion mit Michael Holm
- Halt mich ganz fest (Maxi-CD, 2006 mit Patty Ryan), ebenfalls als VIVA-Videoclip
- Das ist mein Leben (2007)
- Ein Leben für die Musik (CD mit DVD, 2008)
- 20 Jahre – Das Jubiläumskonzert live in der Hako-Arena in Wuppertal (DVD, 2009)
- 20 Jahre – Musik aus Leidenschaft (CD, 2009)
- Ich schick Dir einen Engel (CD, 2011)
- 88 Tasten Leidenschaft (CD, 2012)
- Atemlos (Single-CD, 2012)
- Es ist so ein schoener Tag (Single-CD, 2012)
- Sascha Klaar – XXL Konzert (DVD, 2012)